# Геймлих, Генри
Генри Джуда Геймлих (англ. Henry "Hank" Judah Heimlich — Ха́ймлик; 3 февраля 1920, Уилмингтон — 17 декабря 2016, Цинциннати) — американский врач (торакальный хирург) и общественный деятель, получивший широкую известность как изобретатель метода поддиафрагмальных толчков в случае, если в горло пациента попал инородный предмет («приём Геймлиха» (англ: Abdominal thrusts), 1974)), а также разнообразными изобретениями (включая «клапан Геймлиха», 1963) и предложениями в области медицины.

## Биография
Родился в Уилмингтоне, штат Делавэр, в семье социального работника Филипа Пинхуса Геймлиха (Хаймлиха) (1888—1986) и Мэри Эпштейн, происходивших из семей еврейских эмигрантов из Австро-Венгерской империи и России. Окончил Корнеллский университет и позже Уэйл-Корнеллский медицинский колледж со степенью доктора медицины, которую получил в 1943 году. В 1944 году, во время интернатуры, был призван в армию и проходил службу морским пехотинцем в период боевых действий на японском фронте во Внутренней Монголии. После демобилизации прошёл резидентуру и специализацию по торакальной хирургии в госпиталях Нью-Йорка (1946—1950). В 1969 году переехал из Нью-Йорка в Цинциннати, где возглавил хирургическое отделение в Еврейской больнице (1969—1977). С 1977 года был профессором клинических исследований в Университете Ксавье.

### Открытия и изобретения
В 1955 году разработал одну из первых методик шунтирования пищевода (reversed gastric tube esophagoplasty) и занимался её усовершенствованием на протяжении двух десятилетий.
В 1980—1990-е годы предложил использование малярийной терапии больных с раковыми заболеваниями с целью поддержания гиперпиретической лихорадки, которая, по мнению автора, вызывала гибель в первую очередь раковых клеток (позже он распространил эту же методику, malariotherapy, на лечение СПИДа и болезни Лайма), — эта методика подверглась нападкам со стороны групп за права человека и критике со стороны медицинского сообщества, но исследования в этой области продолжались за пределами США.
В начале 1980-х годов также принимал участие в движении американо-советской дружбы, в рамках которого предложил совместные разработки компьютерных технологий исследователями двух стран.
Является обладателем целого ряда престижных медицинских премий, в том числе Премии Ласкера (1984).

### Метод Геймлиха
Геймлих изобрёл методику спасения человека, погибающего от удушья из-за попадания в горло инородного предмета. Статью с описанием своей методики спасения человека, погибающего от удушья, впервые опубликовал в 1974 году, и уже в следующем году она была принята как стандартная методика Американской ассоциацией врачей неотложной помощи. Согласно методу, человек, оказывающий помощь, должен встать за спиной пострадавшего, затем сжать одну руку в кулак и положить её на живот тому, кто в тот момент задыхается. Ладонь другой руки кладётся поверх кулака, быстрым толчком вверх кулак вдавливается в живот от одного до трёх-пяти раз. Благодаря этому у человека восстанавливается дыхание.
В 1982 году Геймлих разработал первый внутритрахейный катетер для хронической кислородной терапии (Heimlich Micro-Trach) — первое устройство такого рода.

### Клапан Геймлиха
Конструкция так называемого «клапана Геймлиха» для предотвращения пневмоторакса.

### Смерть
17 декабря 2016 года Генри Геймлих скончался в больнице Цинциннати от сердечной недостаточности, вызванной инфарктом миокарда.

## Личная жизнь
Жена (с 1951 года) — Джейн Мюррей (1926—2012), автор книг по гомеопатии и другим альтернативным методам лечения, дочь хореографа Артура Мюррея (Моисей Тайхман, 1895—1991).
Четверо детей.
Племянник Генри Геймлиха (сын его брата Хаскеля) — актёр и режиссёр Энсон Уильямс (настоящая фамилия Геймлих, род. 1949).

## Интересные факты
В 7-й серии (Thou Shalt Not… — «Не возжелай…») второго сезона телесериала «Квантовый скачок», действие которой происходит в 1974 году, Сэм Беккет спасает подавившегося человека, используя метод Геймлиха, о котором в будущем хорошо известно. После слов благодарности оказывается, что спасённым и был доктор Геймлих.